# Теците сузе моје, рече полицајац
Теците сузе моје, рече полицајац (енгл. Flow My Tears, the Policeman Said) роман је Филипа К. Дика (енгл. Philip Kindred Dick), америчког писца научне фантастике. Роман је написан 1974. године, а преведен на српски језик 1988. године. 

## О делу
Главни лик Џејсон Тавернер је позната музичка и телевизијска звезда, богата и славна. Џејсон Тавернер се буди једног јутра и постаје потпуно непозната личност за свет око себе. Он постаје ходајући објекат за кога нико никад није чуо, не постоје никакви подаци о његовом рођењу и нико га не препознаје.
Свет и Америка су приказани у будућности у тоталитарном полицијском режиму. Полицијски апарат је изузетно јак и нема слободе друштва.
Писао је романе и кратке приче од којих се већина појавила у часописима научне фантастике током његовог живота. Дело плени несвакидашњим односима појединаца, заплетом и атмосфером, као и погравањем стварности и опсене.
Борба за опстанак се подразумева, а без личних документа особа као и да уопште и не постоји.
Атмосфера је блејдранеровска, а заплет подсећа на зону сумрака.

### Ликови
- Џејсон Тавернер, главни лик романа, певач и шоу звезда.
- Хедер Харт, певачица, љубавница Цејсона Тавернера.
- Мери ен Доминик, уметница, прави кухињско посуђе и вазе врхунског дизајна и квалитета.
- Кети Нелсон, фалсификаторка различитих докумената.
- Феликс Бакман, генерал полиције.
- Алис Бакман, сестра генерала полиције, близнакиња и његова жена.
- Рут Ре, жена која је помагала Џејсону.
- Мерилин Мејсон, штићеница Џејсона Тавернера која је прижељкивала његову славу у својој блиској  будућности.
- Еди, рецепционар који је повезао Џејсона са Кети Нелсон.
- Мак Налти, полицајац који је први пут ухапсио Џејсона Тавернера.

## Награде
Роман је добио 1975. године меморијалну награду Џон В. Кембел, а имао је током година више номинација. Номинован је 1974. године за награду Небула,  а 1975. је номинован за две награде (Хуго и Локус).